# Autoincompatibilidade

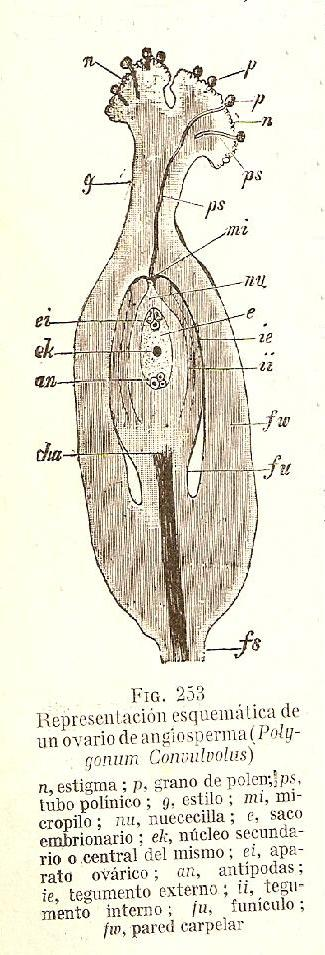
A fecundação nas Angiospermas é um processo complexo que envolve várias etapas sucessivas. No esquema mostra-se como os grãos de pólen (p) aterram no estigma da flor (n) e germinam, emitindo um cano polínico (ps). O cano polínico se elonga dentro do estilo (g) e atravessa o micrópilo (meu). Já dentro do óvulo, se orienta para o saco embrionário (e) para descarregar os núcleos generativos que se fundissem com a oosfera (a célula central das 3 assinaladas como (ei)) e com os núcleos polares (ek), produzindo desse modo a dupla fecundação característica das Angiospermas. A autoincompatibilidade impede a elongação dos tubos polínicos em algum ponto de seu trajeto até a oosfera.

A autoincompatibilidade (AI) é a incapacidade de uma planta hermafrodita para produzir sementes por autopolinização, ainda que presente gametas viáveis. É uma estratégia reprodutiva para promover a fecundação entre indivíduos que não estejam relacionados e, portanto, é um mecanismo criador de nova variabilidade genética.
Durante a evolução das angiospermas a AI tem surgido em várias ocasiões, em linhagens totalmente diferentes. Mais de 100 famílias botánicas, entre as quais se incluem as Orquidáceas, Solanáceas, Poáceas, Asteráceas, Brasicáceas, Rosáceas e Fabáceas, apresentam espécies autoincompatíveis. Aliás, estimou-se que o 39% das espécies de angiospermas são AI. Tão ampla distribuição taxonómica é congruente com a existência de vários mecanismos genéticos diferentes que regulam a AI, dependendo da família considerada.
Não obstante, em todos os casos se observa um mesmo fenômeno: os grãos de pólen que chegam ao estigma da mesma planta (ou de plantas geneticamente relacionadas) são incapazes de efectuar a fecundação já que detêm seu desenvolvimento em alguma das etapas do processo (germinação dos grãos de pólen, desenvolvimento dos tubos polínicos nos pistilos ou fertilização da oosfera). Como consequência deste impedimento, não são produzidas sementes após a autopolinização. Esta detenção do crescimento ou desenvolvimento dos tubos polínicos dentro dos pistilos envolve, por um lado, o reconhecimento por parte do pistilo de quais são os tubos polínicos do mesmo indivíduo e quais são os de outras plantas. Por outro lado, depois de ocorrer este reconhecimento, o desenvolvimento dos tubos polínicos próprios (ou de plantas geneticamente relacionadas) deve ser interrompido. Em ambos fenómenos, o reconhecimento e a interrupção do crescimento, têm sido estudados extensivamente tanto a nível citológico, fisiológico, genético e molecular.
Desta forma, os sistemas de AI nas plantas superiores têm evoluído várias vezes em linhagens independentes. A nível molecular existem três sistemas adequadamente caracterizados: o sistema de autoincompatibilidade das Solanáceas e Rosáceas; o da amapola (Papoula português do Brasil) (Papaver) e o de Brassica. Em dois de tais sistemas, conhecem-se na actualidade os genes que codificam os componentes de reconhecimento pólen-pistilo, o que tem demonstrado claramente que as proteínas do pistilo e do pólen envolvidas no reconhecimento são diferentes entre si, e que a AI é um mecanismo de "chave-cerradura" (ou "chave-fechadura" português do Brasil) a nível molecular.

## Tipos de mecanismos
Quando as flores da espécie que apresenta autoincompatibilidade são morfologicamente idênticas entre si, diz-se que a autoincompatibilidade é homomórfica. Pelo contrário, quando na espécie se apresentam dois ou três tipos morfológicos diferentes de flores, diz-se que a autoincompatibilidade é heteromórfica e o mecanismo se denomina heterostilia.

## Autoincompatibilidade homomórfica
O mecanismo melhor estudado de AI em plantas atua através da inibição da germinação ou do crescimento dos tubos polínicos no estigma ou no estilete. Este mecanismo está baseado em interações entre proteínas produzidas por um único loco chamado S (do inglês Self-incompatibility, ou seja, autoincompatibilidade). O locus S contém 2 genes básicos, um dos quais se expressa no pistilo e o outro na antera ou nos grãos de pólen. Estes genes encontram-se fisicamente próximos no genoma, geneticamente unidos, formando portanto um único alelo. As proteínas produzidas pelos determinantes masculino e feminino deste alelo interagem entre si no momento da germinação do grão de pólen no estigma e levam à detenção do crescimento do tubo polínico. Em outras palavras, a interação das proteínas do grão de pólen do parental masculino e do estigma do parental feminino gera uma resposta de AI que detém o processo de fertilização desde o início. Quando, pelo contrário, um determinante feminino interage com um determinante masculino proveniente de um alelo de AI diferente, não há resposta de AI e se produz a fertilização. Esta breve descrição da resposta de AI em plantas é representa um didatismo para explicação de um processo mais complexo no qual, muitas vezes, estão envolvidos mais de um loco de AI. Desta forma, por exemplo nas gramíneas, existem dois locos que governam a reação de AI denominados S e Z.
Existem dois tipos de incompatibilidade homómorfica, a AI gametofítica e a AI esporofítica, as quais são descritas a seguir.

### Autoincompatibilidade gametofítica

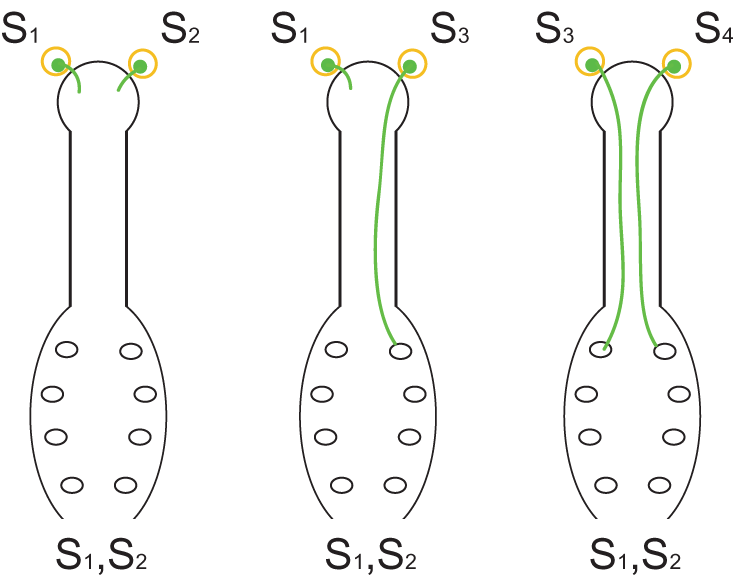
Fig. 1. O mecanismo de autoincompatibilidade gametofítica. A planta de genotipo S1S2 produz grãos de polen com alelos S1 ou S2, os quais, ao ser idênticos aos alelos S presentes no estigma, não podem germinar (izq.). Se sobre o estigma de uma planta S1S2 chegam grãos de polen de uma planta com genotipo S1S3, o 50% dos mesmos (aqueles com o alelo S3) poderão germinar e efectuar a polinización, a incompatibilidade se diz parcial (centro). Se sobre os estigmas da planta de genotipo S1S2, finalmente, arriban grãos de polen de outra planta com genotipo S3S4, a totalidade dos grãos de polen poderão germinar já que não há identidade entre os alelos S dos grãos de polen e do estigma (der.).

O sistema de autoincompatibilidade gametofítica (AIG) ocorre em várias famílias de angiospermas, como por exemplo Orquidaceae, Solanaceae, Rosaceae, Scrophulariaceae, Fabaceae, Onagraceae, Campanulaceae, Papaveraceae e Poaceae.
Na AIG, o fenótipo de AI do pólen está determinado por seu próprio genótipo haploide, isto é, pela constituição genética do gametofito. Na figura 1 descreve-se como funciona este mecanismo mediante 3 exemplos diferentes.

#### O mecanismo da ARNasa/RNAse
Neste mecanismo, a/o elongação/elongamento dos tubos polínicos é detida quando estes atravessam aproximadamente um terço do pistilo. O componente feminino da reação de AI é uma ribonucleasa/e, denominada S-ARNasa/S-RNAse, a que aparentemente degrada o ARN ribosômico (ARNr) / RNA ribossômico (RNAr) dentro dos tubos polínicos, caso exista identidade entre os alelos S masculinos e femininos. Ao degradar o ARNr/RNAr, o cano polínico não pode sintetizar novas proteínas pelo que seu crescimento é detido no terço superior dos pistilos e termina colapsando. O componente masculino deste sistema de AIG foi identificado mais tarde e denominado proteína PiSLF. Os membros deste grupo de proteínas tipicamente funcionam como ligases de ubiquitina, ou seja, "marcam" com ubiquitina aos produtos correspondentes aos alelos S diferentes para dirigir sua degradação no proteosoma.
Nas Solanáceas o loco S multialélico é altamente polimórfico e codifica para um conjunto de enzimas RNAses. A diversidade alélica intra e inter-populacional deste loco tem sido examinada utilizando métodos baseados em PCR. Estes métodos, ademais, tem sido utilizados para demonstrar que as S-ARNasas/S-RNAses estão envolvidas na autoincompatibilidade observada em outras famílias de angiospermas. As S-ARNasas/S-RNAses mostram um padrão característico contemplando cinco regiões conservadas e duas regiões hipervariáveis. Considera-se que as primeiras estão relacionadas com a função catalítica da enzima, enquanto as regiões hipervariáveis encontram-se envolvidas na especificidade alélica.

#### O mecanismo daglicoproteínaS
Este mecanismo, no qual o crescimento do tubo polínico é inibido pouco após de entrar em contato com o estigma, foi descrito em detalhes na espécie Papaver rhoeas (Papaveraceae).
O determinante feminino da AI é uma pequena molécula transportada para o meio extracelular, e que se expressa somente no estigma. O determinante masculino é, provavelmente, um receptor de membrana (ou seja, uma proteína integral de membrana que responde à união do determinante feminino desencadeando uma cascata de reações metabólicas dentro da célula), mas que não foi comprovado fidedignamente. A interacção entre os determinantes masculinos e femininos transmite um sinal dentro do tubo polínico e resulta em um forte influxo de cátions de cálcio, o que interfere com seu padrão de elongamento normal. O influxo dos íons de cálcio detém o crescimento do tubo polínico dentro dos dois primeiros minutos. Nesse estado, a inibição do crescimento ainda é reversível. Aliás, a elongação pode ser  retomada caso as condições experimentais sejam manipuladas adequadamente, o que resulta na fertilização dos óvulos. De modo subsequente à detenção do elongamento dos tubos polínicos, a proteína citosólica p26, uma pirofosfatasa/e, é inibida por fosforilação, o que possivelmente determina a detenção dos processos de sínteses de moléculas dentro do tubo polínico, os quais são imprescindíveis para seu elongamento, e uma reordenação dos filamentos de actina no citoesqueleto da célula vegetativa do tubo polínico. Aos 10 minutos de sua chegada ao estigma, o tubo polínico sofre uma série de mudanças que o levam à morte. Às 3-4 horas após a polinização, começa a fragmentação de DNA nuclear do pólen e, finalmente, às 10-14 horas, a célula vegetativa do tubo polínico morre por apoptose.

### Autoincompatibilidade esporofítica

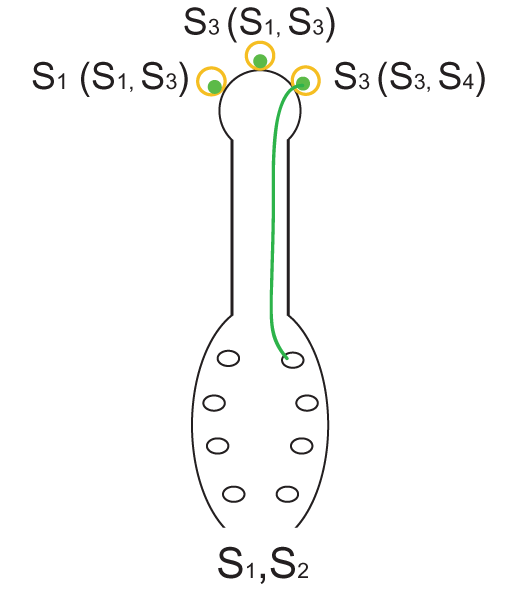
Fig.2. O mecanismo de autoincompatibilidade esporofítica. Os pistilos da planta de genótipo S1S2 são polinizados com três grãos de pólen, dois deles de genótipo S3 e o terceiro de genótipo S1. A diferença entre os dois grãos de pólen com genótipo S3 é que foram produzidos por duas plantas diferentes, uma de genótipo S1S3, a outra de genótipo S3S4. Somente podem germinar nos estigmas, elongam nos estilos e efetuar a fecundação dos grãos de pólen que provem/provêm de uma planta que não possui alelos em comum com o pistilo. Como a reação de incompatibilidade depende do genótipo do esporófito, que origina os grãos de pólen e não do genótipo dos próprios grãos de pólen, a reação se denomina «esporofítica».

Na autoincompatibilidade esporofítica (AIE) o fenótipo de AI dos grãos de pólen de uma planta é determinado pelo genótipo diploide da antera (o esporófito) da qual se originaram. Assim, a diferença do sistema de AIG, no qual cada grão de pólen expressa seu próprio alelo de incompatibilidade, no sistema AIE cada grão de pólen expressa os dois alelos de incompatibilidade presentes na planta que o originou. Em outras palavras, na AIG a reação de incompatibilidade está determinada unicamente pelo alelo presente ao gametófito, enquanto na AIE fica governada pelos dois alelos presentes no esporófito. A AIE foi identificada nas famílias Brassicaceae, Asteraceae, Convolvulaceae, Betulaceae, Caryophyllaceae, Sterculiaceae e Polemoniaceae. Na figura 2 descreve-se mediante um esquema este mecanismo de incompatibilidade.
Só um dos muitos mecanismos de AIE foi descrito com detalhes a nível molecular, o de Brassica (Brassicaceae). Como a AIE está determinada por um genótipo diplóide, tanto o pólen como o pistilo expressam os produtos da  tradução de dois alelos diferentes, ou seja, expressam dois determinantes femininos e dois determinantes masculinos. Entre os dois alelos de um mesmo loco de AIE, existem relações de dominância que determinam a existência de padrões extremamente complexos de compatiblidade/incompatibilidade. Estas relações de dominância inclusive permitem que se gerem indivíduos homozigóticos para alelos S recesivos. Comparada com uma população na qual os alelos S são codominantes, a presença de relações de dominância na população eleva a probabilidade de que ocorram cruzamentos compatíveis entre seus membros. A relação entre as frequências dos alelos S recesivos e dominantes reflete um balanço dinâmico. A relação entre as frequências dos alelos S recesivos e dominantes reflete um balanço dinâmico entre a garantia da reprodução (favorecido pelos alelos recesivos) e o impedimento da autofecundação (favorecido pelos alelos dominantes).

#### O mecanismo de AI naBrassica
O fenótipo de AIE do pólen está determinado pelo genótipo diploide da antera. Em Brassica, a coberta do pólen, derivada do tapete da antera, leva os produtos genéticos de dois alelos S. Estes são proteínas pequenas, ricas em cisteína. O gene que codifica estas proteínas é denominado SCR ou SP11, e é expresso no tapete da antera (isto é, no esporófito) como assim também no micrósporo e no pólen (ou seja, no gametófito). O determinante feminino da resposta de AI em Brassica é uma proteína transmembranar denominada SRK, a qual apresenta um domínio quinasa/cinase intracelular e um domínio extracelular variável. SRK expressa-se no estigma e provavelmente funciona como receptor da proteína SCR/SP11 da cobertura do pólen. Outra proteína estigmática, denominada SLG, apresenta uma sequência altamente similar a SRK e parece funcionar como um receptor do determinante masculino, amplificando a resposta de autoincompatibilidade. As interacções entre as proteínas SRK e SCR/SP11 resultam na autofosforilação do domínio cinase intracelular de SRK, e transmitem um sinal intracelular da papila estigmática. Outra proteína essencial para a resposta de autoincompatibilidade é a MLPK, uma cinase serina-treonina, a qual se encontra ancorada do lado intracelular da membrana plasmática. Os eventos moleculares e celulares subsequentes que levam à inibição do crescimento dos tubos polínicos ainda estão pobremente descritos.

## Autoincompatibilidade heteromórfica

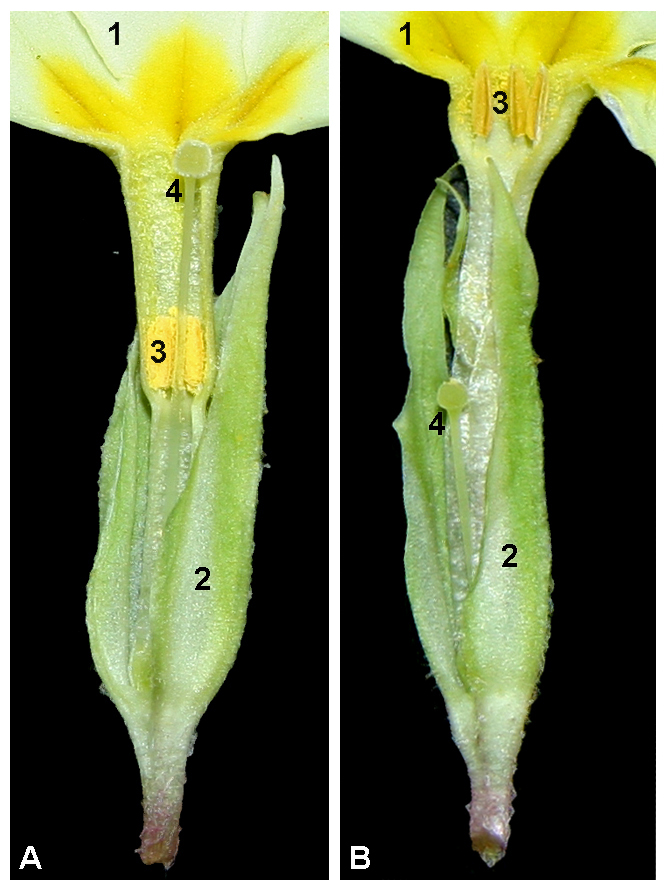
Distilia em Primula vulgaris. As flores Pin (A) apresentam os filamentos dos estambres curtos e os pistilos longos. As flores Thrum (B) mostram, em mudança, pistilos curtos e filamentos longos. Notas: 1.- pétalos, 2.-saiba-os, 3.- anteras dos estames e 4.- pistilo. As únicas polinizações legítimas são as que se produzem em cruzamentos Pin x Thrum ou Thrum x Pin.

A heterostilia é uma forma única de polimorfismo morfológico nas flores de certas espécies que, como mecanismo, impede a autofecundação da cada flor. Nas espécies heterostílicas existem duas ou três tipos de flores (telefonemas morfos). Numa planta individual todas as flores apresentam o mesmo morfo. Estes morfos diferem qualitativamente entre si nas longitudes dos pistilos e dos filamentos das anteras. O fenótipo para a cada morfo está geneticamente determinado. Quando uma espécie apresenta dois morfos florais se denomina distílica. Num dos morfos, chamado Pin, os estames são curtos e os pistilos longos. No outro morfo, chamado Thrum, os estames são longos e os pistilos curtos. 
Nas espécies que apresentam heterostilia existe um mecanismo diferente de AI denominado autoincompatibilidade heteromórfica. Este mecanismo provavelmente não é relacionado evolutivamente com os sistemas de incompatibilidade homomórfica.

### Genética da autoincompatibilidade heteromórfica
As espécies do género Primula são possivelmente o exemplo melhor conhecido de flores heteromórficas e o mecanismo reprodutivo que estas espécies possuem tem atraído considerável atenção entre botânicos, geneticistas e evolucionistas, incluindo a Charles Darwin já para o ano 1862.
Quase todas as espécies heterostílicas apresentam AI. Os loci responsáveis pela AI nestas espécies estão estreitamente unidos com aqueles genes responsáveis do polimorfismo floral, pelo que ambos caráteres se herdam em forma conjunta. A distilia está determinada por um sozinho gene com dois alelos, a tristilia por dois genes com dois alelos a cada um.
A AI é esporofítica, ou seja que os determinantes masculinos da reação de AI estão governados pelo genótipo do esporófito que produz os grãos de pólen. Os loci de AI quase sempre contêm dois alelos na população de plantas, um dos quais é dominante sobre o outro tanto no pólen como no pistilo. O polimorfismo nos alelos de AI corresponde-se com o que governa a morfologia floral, pelo que o pólen de um morfo pode fertilizar só os pistilos do outro morfo. Nas espécies com flores tristilias, a cada flor contém dois tipos de estames, a cada um dos quais produz pólen capaz de fertilizar só um dos outros dois morfos da população.
As populações das espécie distílicas contêm só duas genótipos para o locus de AI: ss e Ss. A fertilização só é possível entre plantas que apresentem diferente genótipo para este locus, pelo que os cruzamentos legítimos (aqueles que produzirão descendentes) são sempre Ss x ss ou ss x Ss.  Esta restrição mantém constantemente uma relação de 1:1 entre ambos genótipos na população, os que se acham aleatoriamente distribuídos no espaço que ocupa a população. Em 2005 conseguiu-se determinar a sequência de bases de um dos alelos S de Primula vulgaris, a qual demonstrou ser altamente similar à sequências de alelos S de outras espécies AI.
As espécies tristílicas apresentam, além de locus S, outro locus com sozinho dois alelos denominado M. Neste caso o número de genótipos possíveis é maior que no caso da distilia mas sempre se mantém uma relação de 1:1 entre os indivíduos da cada tipo de AI.

## Outros mecanismos de autoincompatibilidade

### Autoincompatibilidade reversa

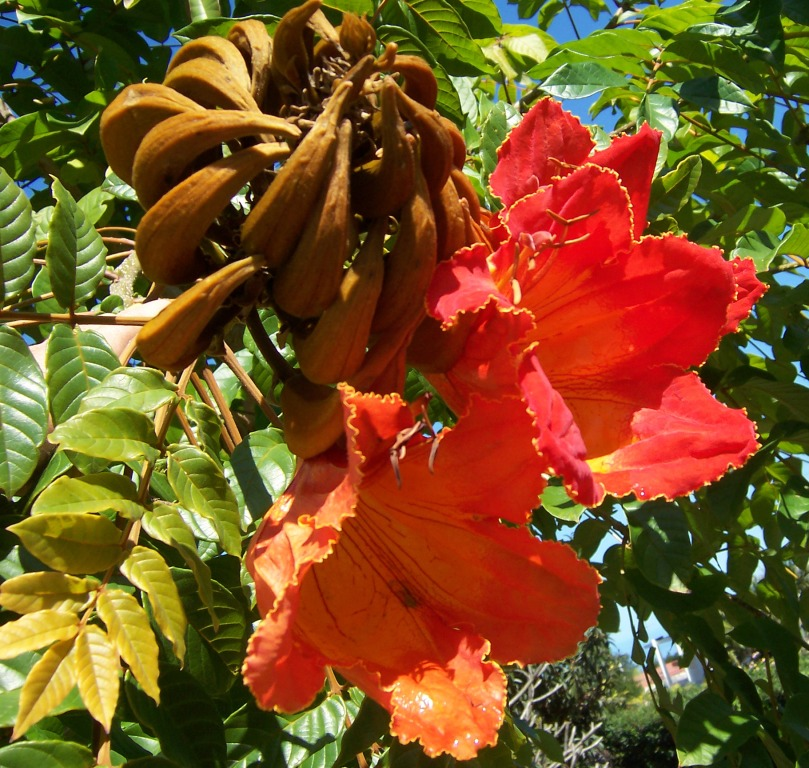
O tulipanero africano (Spathodea campanulata) é uma espécie com incompatilibidade reversa

Como se descreveu anteriormente, na maioria das plantas autoincompatíveis, a inibição do crescimento dos tubos polínicos se produz no estigma ou no estilo. Os mecanismos de AI que atuam no ovário têm sido descritos como autoincompatibilidade retardada (AIR) e são bastante comuns em plantas. Os sistemas de AIR podem dividir segundo o momento em que ocorre a inibição da autofertilização nas seguintes categorias:
- a inibição dos tubos polínicos incompatíveis ocorre antes de sua chegada aos óvulos.
- a reação de autoincompatibilidade ocorre por inibição da fertilização, dentro do óvulo.
- a autoincompatibilidade produz-se pela inibição do crescimento do embrião. Aliás, este é um mecanismo de AIR pós-cigótico como a fertilização já tem ocorrido.

Espécies que exibem este tipo de mecanismo de AI são Narcissus triandrus (Amaryllidaceae), algumas do género Asclepias (Asclepiadaceae) e Spathodea campanulata (Bignoniaceae).

### Autoincompatibilidade crítica
A autoincompatibilidade crítica (AIC) descreveu-se num número limitado de espécies. Existe evidência, por exemplo, que Silene vulgaris (Caryophyllaceae), Amsinckia grandiflora (Boraginaceae), Decodon verticillatus (Lythraceae) e Cheiranthus cheiri (Brassicaceae) apresentam este mecanismo. Neste tipo de autoincompatibilidade, a presença simultânea no estigma de pólen estranho e pólen da mesma planta dá como resultado uma maior quantidade de progênie proveniente da polinização com o pólen estranho. Não obstante, e ao invés do que ocorre com os sistemas de autoincompatibilidade «completos» ou «absolutos» descritos previamente, na AIC pode existir fertilização e produção de descendência em ausência de pólen estranho. Deste modo assegura-se a reprodução do indivíduo ainda que este se ache isolado de outro indivíduo da mesma espécie. A AIC actua, ao menos em algumas das espécies estudadas, no estado de elongação dos tubos polínicos dentro dos pistilos e leva a uma taxa de crescimento ou elongação maior nos tubos polínicos provenientes do pólen estranho, os que chegam aos óvulos e realizam a fertilização das oosferas antes que os tubos polínicos provenientes do pólen da própria planta. Os mecanismos celulares e moleculares determinantes da AIC não têm sido descritos até abril de 2008. 
A força da resposta de AIC pode ser definida como a relação existente entre o número de oosferas fertilizadas por pólen estranho com respeito ao número de oosferas fertilizadas pelo próprio pólen da planta quando se aplica a mesma quantidade de pólen estranho como próprio da planta sobre os estigmas da mesma. Esta relação vai desde 3,2 até 11,5 nos taxa estudados até o momento.

### A protrusão como mecanismo de autoincompatibilidade e sua base genética

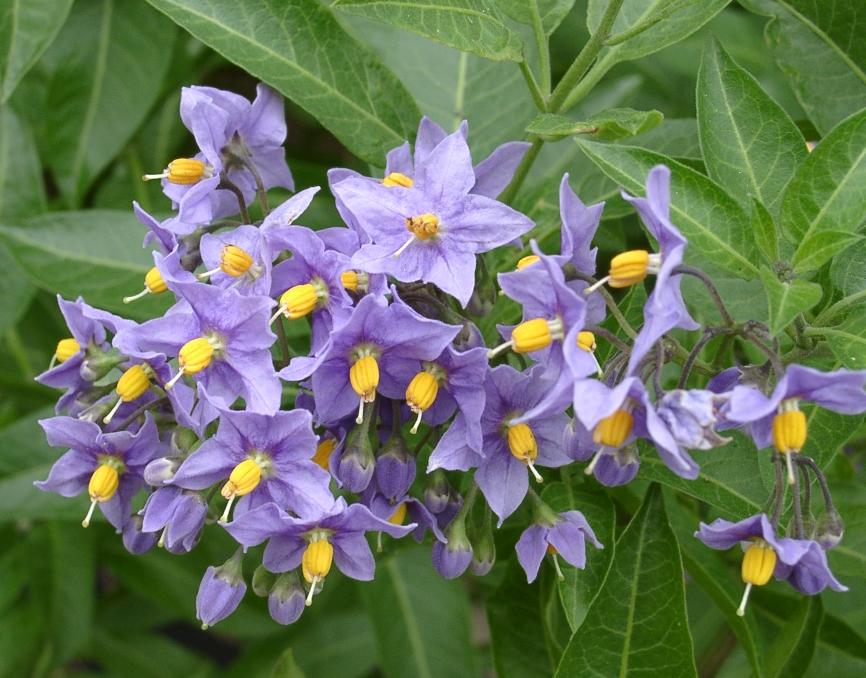
Estigmas protruídos nas flores de Solanum crispum. Os pistilos da cada flor observam-se como colunas esbranquiçadas que surgem desde o centro do anel que formam os estambres.

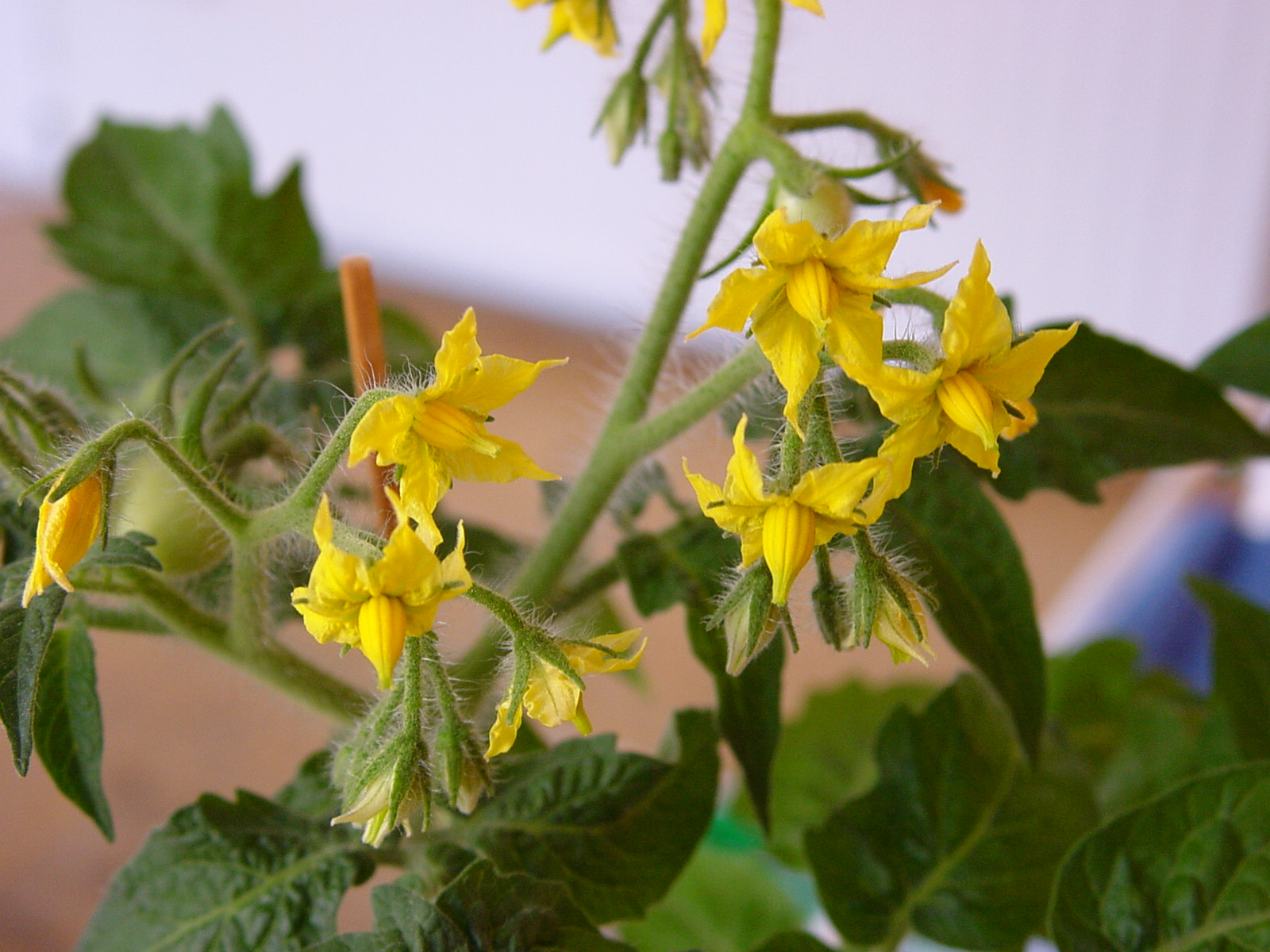
Estigmas insertos nas flores de Solanum lycopersicum (tomate). Os pistilos da cada flor ficam dentro do anel de estambres ou sobressaem minimamente.

As espécies silvestres de tomate (Solanum lycopersicum) diferenciam-se entre si por seu modo de reprodução. Assim, há espécies AI e, portanto, são «alógamas». Por outro lado, há espécies que usualmente se autopolinizam e autofecundam, diz-se que são autocompatíveis (AC) e, portanto, autógamas. Entre ambos extremos, finalmente, há espécies que apresentam populações AI e AC, e outras que são usualmente AI mas podem dar uma proporção de sementes por autofecundação (chamadas alógamas facultativas).
O grau em que os estigmas se alongam por acima dos estames (variável que se denomina «protrusão dos estigmas») é uma determinante central na possibilidade de polinização cruzada e, portanto, da alogamia nestas espécies. As espécies relacionadas com o tomate que são AI obrigadas ou facultativas apresentam flores com os estigmas muito protruídos. Em contraste, outras espécies tais como o tomate cultivado, apresentam os estigmas insertos o que promove a autopolinização. Observou-se que uma região do genoma do tomate (um QTL, acrônimo inglês para designar um locus que determina ou governa um caráter quantitativo) denominada se2.1 é responsável por uma grande proporção da variabilidade fenotípica observada para este caráter e que as mutações neste locus estão envolvidas na evolução desde a alogamia até a autogamia nestas espécies. A localização deste QTL no genoma do tomate tem permitido concluir que se 2.1 é um locus complexo que compreende pelo menos 5 genes estreitamente unidos, um que controla a longitude do estilete, 3 que controlam o tamanho dos estambres e o último que governa a deiscência das anteras. Este grupo de genes representaria os vestígios de um complexo ancestral de genes co-adaptados que controlam o tipo de acasalamento nestas espécies de Solanum.
Em 2007 avançou-se um passo mais no entendimento deste grupo de genes já que determinou-se a sequência de bases do locus Style2.1, o gene responsável da longitude do estilo. Este gene codifica um fator de transcrição que regula o alongamento celular dos estilos em desenvolvimento. A transição desde a AI à AC esteve acompanhada, mais que por uma mudança na proteína STYLE2.1, por uma mutación no promotor do gene style2.1 que deu como resultado a diminuição na expressão desse gene durante o desenvolvimento floral e, portanto, o encurtamento consequente da longitude dos estiletes.

## Aevoluçãoda autocompatibilidade (AC)
A AI frequentemente perdeu-se durante a diversificação das angiospermas, um fenómeno que explica a origem da autocompatibilidade (isto é, da aceitação do próprio pólen e, portanto, da produção de sementes por autopolinização). No entanto, não existe evidência alguma que o contrário tenha alguma vez ocorrido, isto é, uma vez que em decorrência da evolução se perde um sistema de AI, este não se volta a recobrar. Considera-se que a perda irreversível dos sistemas de AI ocorre como a transição para a AC está acompanhada pelo colapso na variabilidade do locus S e pela acumulação de mutações com perda de função em muitos dos loci envolvidos na resposta de autoincompatibilidade. Esta assimetria nas transições entre um e outro sistema implica que a frequência da AI nas angiospermas está declinando, ou bem, que a mesma confere uma vantagem macroevolutiva.